# Nichollssaura
Nichollssaura borealis is een lid van de Plesiosauria dat tijdens het vroege Krijt leefde in het gebied van het huidige Canada.

## Vondst en naamgeving
In 1994 stuitten Gregory Fisher en Lorne Cundal, operators van een elektrische dragline in de oliezanddagmijn van Syncrude Canada bij Fort McMurray in Alberta, de Base Mine,  op een skelet van een plesiosauriër. Dat werd ten dele vernietigd maar een groot gedeelte kon, tijdens een dag pauze in de winning, geborgen worden en overgebracht naar het Royal Tyrrell Museum of Palaeontology. Daar werd het specimen onder andere bestudeerd door een CAT-scan.

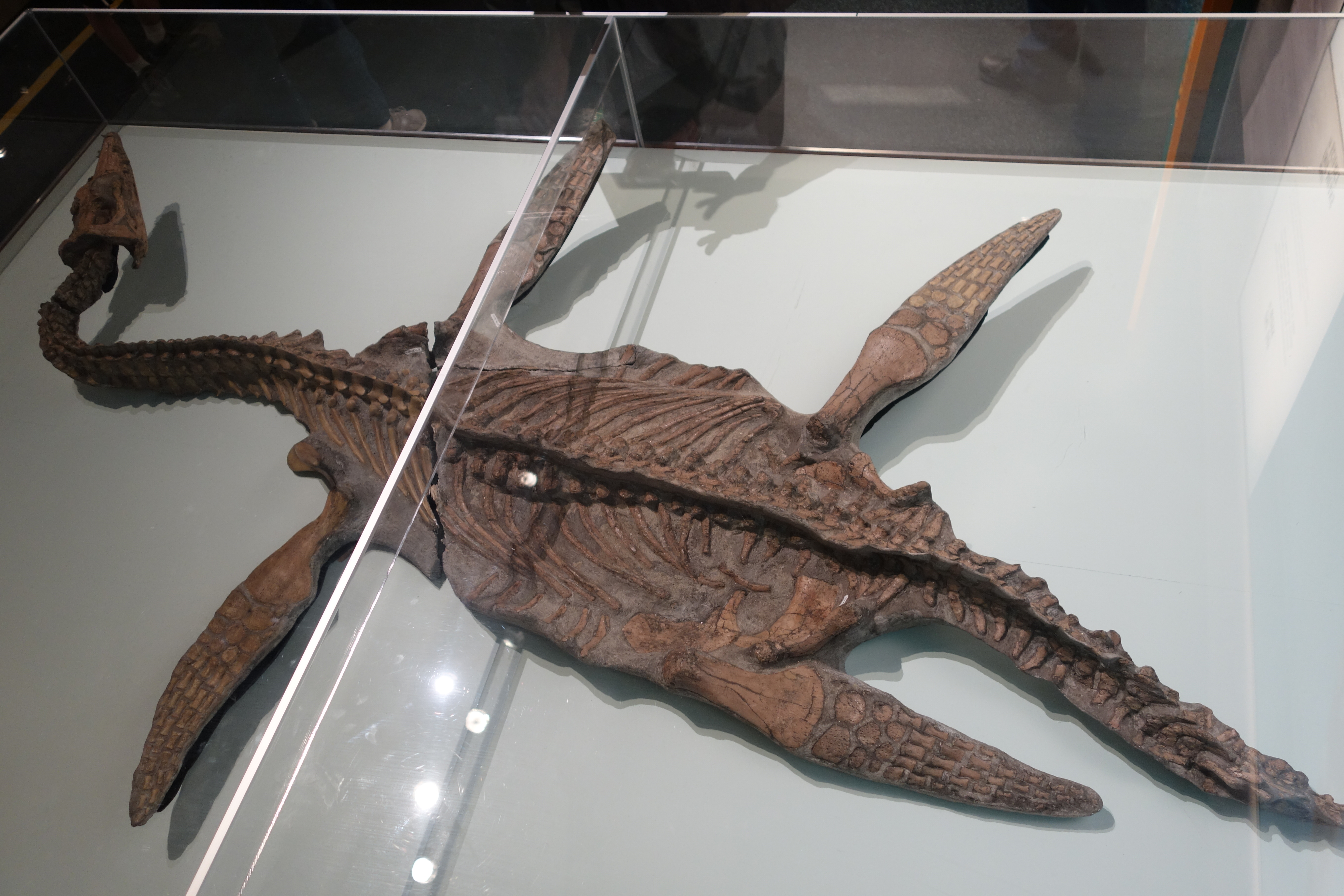
Het holotype

In 2008 benoemden en beschreven Patrick Scott Druckenmiller en Anthony Russell de typesoort Nichollsia borealis. De geslachtsnaam eerde de in 2004 overleden Elizabeth Laura Nicholls, een vroegere conservator van het RTMP. De soortaanduiding betekent "de noordelijke" in het Latijn en verwijst naar de Boreal Sea, de noordelijke uitloper van de binnenzee ten oosten van Laramidia. De naam bleek echter al bezet door de pissebed Nichollsia Chopra & Tiwari 1950. Daarom werd in 2009 de vervangingsnaam Nichollssaura gegeven met als combinatio nova Nichollssaura borealis. Nichollsia borealis blijft de typesoort.
Het holotype, TMP 1994.122.1, is gevonden in een laag zandsteen van de Clearwaterformatie die dateert uit het vroege Albien, ongeveer 112 miljoen jaar oud. De laag ligt zestig meter onder het huidige oppervlak. Het bestaat uit een vrijwel volledig skelet met schedel. Alleen de linkervin, de linkerschoudergordel, stukken van de nekribben en ribben van de linkerzijde, en de rechtervoet ontbreken. In het museum zijn de ontbrekende delen aangevuld. De oliezanden zijn befaamd om hun gave exemplaren. Bij de preparering drong per ongeluk een steenzaag de buikholte binnen. Daarbij werden 165 gastrolieten blootgelegd.

## Beschrijving
Nichollssaura is een vrij kleine soort, naar schatting 2,6 tot 2,9 meter lang bij een gewicht van 135 kilogram.
Nichollssaura heeft verschillende onderscheidende kenmerken. Sommige daarvan zijn autapomorfieën, unieke afgeleide eigenschappen. De lichtgebouwde schedel heeft het profiel van een smalle driehoek zonder insnoering van de snuit. Het suspensorium, het achterdeel van de schedel waar de onderkaken van af hangen, is verticaal gericht. Het snijpunt van de beennaden van de squamosa loopt niet uit in een kam. Op de zijkant van het dentarium bevinden zich lengtegroeven. Het gebit is tamelijk homodont, dus gelijkvormig, zonder lange vangtanden.

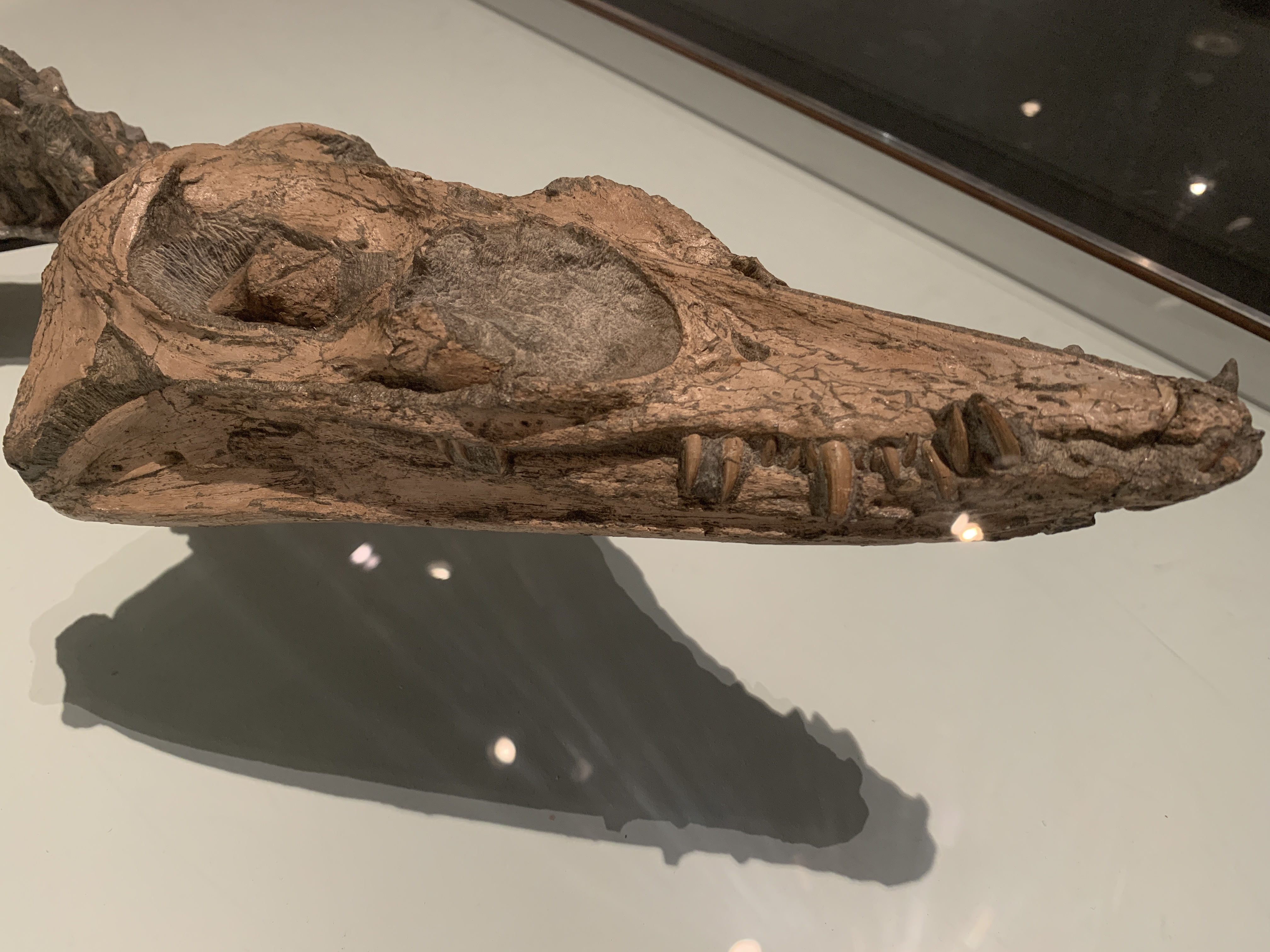
De kop

Een overeenkomst met Leptocleidus is de aanwezigheid van een opvallende lengtekam op de praemaxillae.
De wervelkolom telt vierentwintig halswervels.

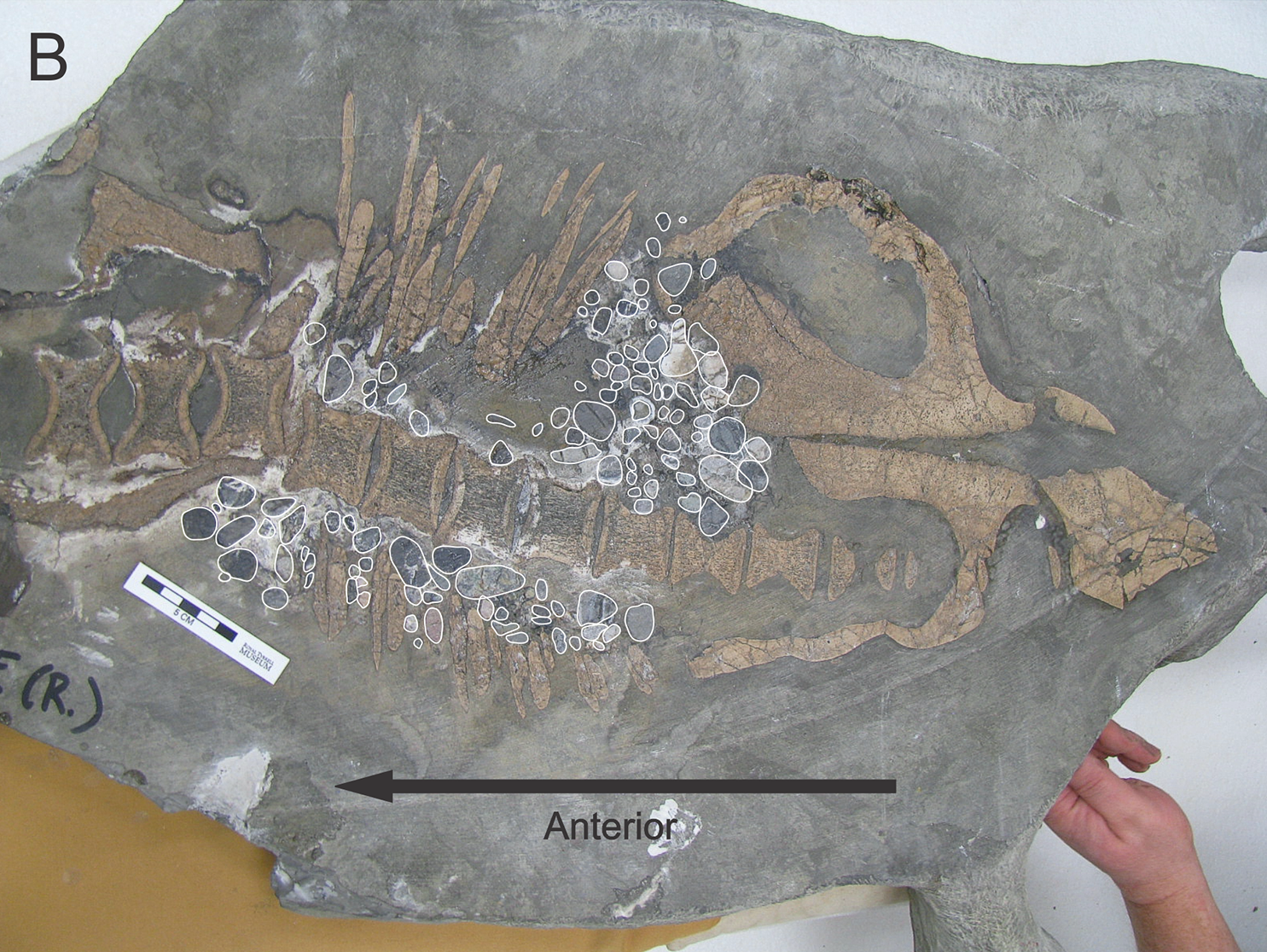
De gastrolieten

De gastrolieten bestaan uit hoornsteen en kwartsiet, steensoorten die te vinden zijn op de westkust van de Western Interior Seaway terwijl de fossielen van de oostkust stammen zodat de dieren, als hun habitat niet simpelweg beide kusten omvatte, wellicht speciaal de binnenzee overstaken om geschikte stenen te vinden. De zwaarste wegen tegen de tien gram. Ze zijn bolvormig.

## Fylogenie
In 2008 was men onzeker over de fylogenetische plaatsing. Van 2010 af werd Nichollssaura meestal in de Leptocleididae geplaatst.
Het volgende kladogram toont de positie in de evolutionaire stamboom.
|              | Umoonasaurus                                                 |
|              |                                                              |
| Leptocleidus | \| \| L. capensis \| \| \| \| \| \| L. superstes \| \| \| \| |
|              | \| \| L. capensis \| \| \| \| \| \| L. superstes \| \| \| \| |
|              | L. capensis                                                  |
|              |                                                              |
|              | L. superstes                                                 |
|              |                                                              |

|  | L. capensis  |
|  |              |
|  | L. superstes |
|  |              |

|              | Umoonasaurus                                                 |
|              |                                                              |
| Leptocleidus | \| \| L. capensis \| \| \| \| \| \| L. superstes \| \| \| \| |
|              | \| \| L. capensis \| \| \| \| \| \| L. superstes \| \| \| \| |
|              | L. capensis                                                  |
|              |                                                              |
|              | L. superstes                                                 |
|              |                                                              |

|  | L. capensis  |
|  |              |
|  | L. superstes |
|  |              |

|              | Umoonasaurus                                                 |
|              |                                                              |
| Leptocleidus | \| \| L. capensis \| \| \| \| \| \| L. superstes \| \| \| \| |
|              | \| \| L. capensis \| \| \| \| \| \| L. superstes \| \| \| \| |
|              | L. capensis                                                  |
|              |                                                              |
|              | L. superstes                                                 |
|              |                                                              |

|  | L. capensis  |
|  |              |
|  | L. superstes |
|  |              |

|              | Umoonasaurus                                                 |
|              |                                                              |
| Leptocleidus | \| \| L. capensis \| \| \| \| \| \| L. superstes \| \| \| \| |
|              | \| \| L. capensis \| \| \| \| \| \| L. superstes \| \| \| \| |
|              | L. capensis                                                  |
|              |                                                              |
|              | L. superstes                                                 |
|              |                                                              |

|  | L. capensis  |
|  |              |
|  | L. superstes |
|  |              |

## Levenswijze

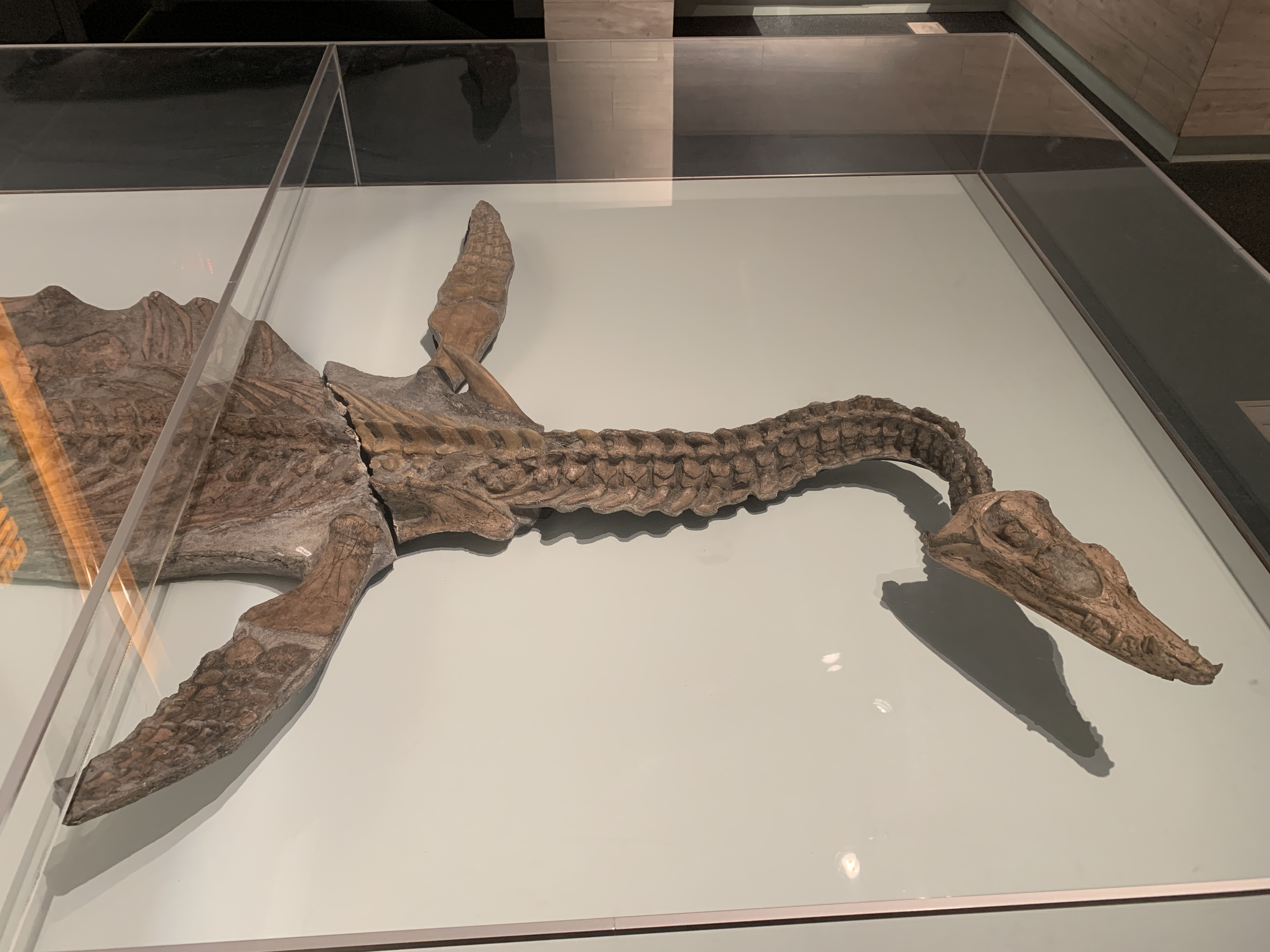
De U-bocht in de voorste nek

De vraag hoe beweeglijk de lange nekken van plesiosauriërs waren, is al tientallen jaren lang onderwerp van intensieve studie. Een fundamenteel probleem bij het beantwoorden ervan was steeds dat de fossielen te vervormd waren om de onderlinge beweeglijkheid van de halswervels met betrouwbaarheid vast te stellen. Men zag zich gedwongen om met kartonnen modellen te werken waarvan de vorm hypothetisch was. Daarom was de vondst van Nichollssaura van speciaal belang. Niet alleen waren de wervels op zich erg gaaf maar ze lagen ook grotendeels in originele positie.
In 2018 concludeerde een studie dat de nek vooral zijwaarts mobiel was, vermoedelijk om prooien over de bodem te zoeken. Het uiteinde van de nek kon kennelijk ook een verticale U-bocht maken zoals het fossiel toont. Met zo'n bocht kon snel toegeslagen worden. De zijwaartse beweging zou vooral typisch geweest zijn voor kleinere soorten. Grote Elasmosauridae hadden een grotere verticale beweeglijkheid, vermoedelijk samenhangend met een andere ecologische niche.